# بوتروگینه
بوتروگینه (نام علمی: Bothrogonia) نام یک سرده از تیره زنجرک است. این سرده گونه‌های زیادی را شامل می‌شود بیشتر گونه‌های این سرده در بر قدیم یافت می‌شوند.